# Moustapha Diallo
Moustapha Diallo (Dakar, 14 maggio 1984) è un ex calciatore senegalese, di ruolo centrocampista.

## Carriera

### Club
Ha giocato in Senegal, Belgio, Spagna e Francia.

### Nazionale
Nel 2009 ha giocato 4 partite in Nazionale.

## Palmarès

### Club

#### Competizioni nazionali
- Campionato senegalese: 1

Diaraf: 2004
- Coppa del Senegal: 2

Diaraf: 2008, 2009
- Coppa di Francia: 1

Guingamp: 2013-2014